# 不知不覺，來到了這裡 Documentary of 乃木坂46
《不知不覺，來到了這裡 Documentary of 乃木坂46》（いつのまにか、ここにいる Documentary of 乃木坂46）是日本女子偶像組合乃木坂46的第2部紀錄片，於2019年7月5日在日本上映。

## 摘要
本作与前作《忘记悲伤的方法 Documentary of 乃木坂46》相隔4年，是自团体结成7年以来的第二部纪录片。本作以成员西野七濑的毕业为主线，讲述下一代成员们面对世代交替时内心的纠葛与成长。2019年6月12日，官方以《Documentary of 乃木坂46 II》为名首次公布了本作的信息并拟定于7月5日上映。制作组从2018年9月开始贴身拍摄，并于同年12月4日成员若月佑美的毕业典礼结束后向团体成员公开了本纪录片的制作通知。
2019年6月18日，官方正式决定本作的标题为《不知不覺，來到了這裡 Documentary of 乃木坂46》，并在同一天公开了本作的海报，背景取材自2月24日在大阪巨蛋举行的“乃木坂46 7th YEAR BIRTHDAY LIVE”西野七濑毕业演唱会中，成员白石麻衣和西野七瀨在表演组合曲《心的独白》时的后台影像。6月25日，导演岩下力，成员秋元真夏、梅澤美波、齋藤飛鳥、高山一實、與田祐希出席在TOHO CINEMA（六本木新城店）举行的本作的完成披露上映会，此外还公布了本作主题曲《你，认识我吗？》（僕のこと、知ってる?）。活动结束后随之在官方YouTube频道中公开了本作的预告片。

## 制作人员
製作人員分別為：
- 导演：岩下力
- 企画：秋元康
- 制作：今野義雄、北川謙二、大田圭二、秋元伸介、安齋尚志
- 执行制作：石原真、磯野久美子
- 制作：上野裕平、金森孝宏、菊地友、中根美里、佐渡岳利
- 日程管理（[6]）：渡辺洋朗
- 辅助导演：菅原達郎、河本永
- 制作担当：宮田陽平
- 音乐：袴田晃子、熊谷隆宏、塩野恭介
- 摄影：小暮哲也、岩下力
- 录音：久連石由文
- 剪辑：岩下力
- 制作：
- 制作协助：
- 制作：乃木坂46合同会社、東宝、Y&N Brothers、NHK娱乐
- 发行：東寶影像事業部

## 音乐

### 主题曲
- 《你，认识我吗？》（僕のこと、知ってる?）（作詞：秋元康，作曲・編曲：中村泰輔）[7]